# 瑪速尼鳥
瑪速尼鳥（邵語：Masuni），是台灣邵族的占卜鳥。

## 傳說
邵族認為瑪速尼鳥是族裡一位勇士死後所化身而成的鳥，牠們聽的懂人話，也能預知未來，並且為了保護族人而啼叫。

## 真身
傳說中瑪速尼鳥的身體黑白相雜，頭部是灰色的，雙眼還發著光芒，即是繡眼畫眉。

## 鳥占
邵族人會以瑪速尼鳥的鳴叫、動態和飛行方向為占卜依據，若在外遇到瑪速尼鳥，以左側鳴叫為吉兆、右側鳴叫則為兇兆，須立刻停止要做的事情並返回:83。